# Горс, Жорж
Жорж Горс (фр. Georges Gorse; 15 февраля 1915, Каор, департамент Ло, Франция — 17 марта 2002, Париж, Франция) — французский дипломат и государственный деятель (вначале социалист, затем голлист), министр труда, занятости и народонаселения Франции (1973—1974).

## Биография

### Юность и военные годы
В пятилетнем возрасте остался сиротой и воспитывался бабушкой и дедушкой по материнской линии в Нанте и Вандее. Окончив престижный Лицей Людовика Великого, он в 1936 г. поступает в парижскую Высшую нормальную школу, после окончания которой работает преподаватель во Французской гимназии в Египте, прежде чем стать преподавателем в Каирском университете (1939—1940).
В июне 1940 г. вступил в созданные генералом де Голлем «Свободные французские силы» и вскоре стал начальником отдела информации отделения «Свободной Франции» на Ближнем Востоке. В январе 1943 г. он завершает эту миссию и совершает дипломатическую поездку от «Свободной Франции» в Советский Союз. В декабре 1943 г. он был назначен де Голлем в состав временного кабинета министров, находившегося в Алжире. В 1944 г. Совет Ордена Освобождения назначил его в состав Временной консультативной ассамблеи. За заслуги в сопротивлении немецкой оккупационной власти он был награжден Медалью Сопротивления.

### Послевоенный период и Четвертая Республика
Избирался в состав первого и второго Национального учредительного собрания, а в 1946 г. в состав первого Национальное собрания Четвертой республики от партии «Французская секция Рабочего интернационала», представлял департамент Вандея. Был в составе комитета по иностранным делам.
Затем перешел на государственную службу:
- 1946—1947 гг. — заместитель государственного секретаря по делам мусульман, на этой роли он отвечал за мероприятия для арабского населения,
- 1948 г. — судья Высшего суда (Haute Cour de Justice), который состоял из двух третей депутатов и одной трети других представителей,
- 1949—1950 гг. — заместитель государственного секретаря по вопросам заморских территорий,
- 1950 г. — одновременно — заместитель Постоянного представителя Франции при ООН.

На парламентских выборах (1951) потерпел чувствительное поражение, также неудачно баллотировался на следующих выборах в 1956 г.  В этот период выступил организатором визита министра иностранных дел Кристиана Пино в Каир, также подготовил первые встречи между правительством премьер-министра Ги Молле и алжирским освободительным движением Фронт национального освобождения. 
Это способствовало его переходу на дипломатическую работу, также он вновь входил в состав правительства страны:
- 1956—1959 гг. — первый посол Франции в независимом Тунисе,
- 1959—1962 гг. — представитель Франции при Европейском сообществе,
- апрель-май 1962 г. — государственный секретарь по иностранных делам,
- май-ноябрь 1962 г. — министр по вопросам сотрудничества Франции,
- 1963—1967 гг. — посол в Алжире.

### Пятая Республика
В Пятой республике он неоднократно избирался депутатом Национального собрания Франции от департамента О-де-Сен (1967—1997).  Являлся членом комитета по иностранным делам. 
Также вновь входил в состав кабинета министров:
- 1967—1968 гг. — министр информации,
- 1973—1974 гг. — министр труда, занятости и народонаселения Франции. Во время своего пребывания на посту представил несколько законопроектов, таких как внесение поправок в Закон «О труде о прекращении трудовых договоров» (25 апреля 1973 г.), «О борьбе с торговлей людьми» (10 мая 1973 г.), «Об улучшении условий труда» (2 октября 1973 г.), «О подписке или приобретении акций компаний их сотрудниками» (2 октября 1973 г.), «Об условиях формирования рабочих советов или назначении управляющих магазинами» (4 октября 1973 г.), а также «О юридических расчетах, ликвидации активов и платежах по трудовым договорам» (17 октября 1973 г.).

В 1968 г. выступил основателем Движения за независимость Европы, провозгласившим суверенитет в широком смысле, который позже станет одной из важных составляющих в объединении «левых» и «правых» в становлении европейского федерализма. Также являлся признанным востоковедом, в 1975 г. он руководил миссиями президента Жискар д’Эстена на Ближнем Востоке: в Дамаске и Бейруте.
В начале 1970-х гг. начал взаимодействие с Германской Демократической Республикой. В конце июня 1970 г. в его парижской частной квартире организовал встречу между министром иностранных дел Франции Морисом Шуманом и членом Политбюро ЦК СЕПГ, отвечавшим за международные отношения Германом Акcеном. Разговор состоялся примерно за неделю до встречи президента Жоржа Помпиду с канцлером ФРГ Вилли Брандтом. В декабре 1970 г. он совершил свое путешествие в ГДР. В статье в газете Le Monde от 24 февраля 1971 г. он потребовал официального признания ГДР.
С 1967 по 1988 г. также являлся членом генерального совета департамента О-де-Сен, а с 1971 по 1991 гг. — мэром коммуны Булонь-Бийанкур.
Выступал против Войны в Персидском заливе (1990—1991).
Именем политика был назван выставочный центр в Булонь-Бийанкуре.

### Семья
Его дочь, Коринн Горс, известная как Крисс, была радиоведущий и руководила радиостанцией France Inter, сын, Пьер-Франсуа Горс, стал художником.

## Награды и звания
Великий офицер Национального ордена Дагомеи.
Командор центральноафриканского «Ордена Заслуг».